# Fiorella Betti
Fiorella Betti, pseudonimo di Adelia Petti (Roma, 18 aprile 1927 – Roma, 2 novembre 2001), è stata un'attrice e doppiatrice italiana.

## Biografia
Si diploma al Centro sperimentale di cinematografia nel 1942. Fiorella Betti fu l'apprezzata voce di attrici internazionali come Elizabeth Taylor, Grace Kelly, Jean Simmons, Debbie Reynolds e Leslie Caron. Oltre all'attività di doppiatrice, fu anche un'attrice di cinema, teatro e radio dagli anni '30 ai '50.
Morì il 2 novembre 2001, all'età di 74 anni, e venne tumulata a Roma nel Cimitero di Prima Porta.

## Filmografia

Fiorella Betti con Roberto Villa nella commedia Rai Storia di un uomo molto stanco 1955

- Capitan Fracassa, regia di Duilio Coletti (1940)
- La bella addormentata, regia di Luigi Chiarini (1942)
- Il campione, regia di Carlo Borghesio (1943)
- Sperduti nel buio, regia di Camillo Mastrocinque (1947)
- 11 uomini e un pallone, regia di Giorgio Simonelli (1948)
- Incantesimo tragico (Oliva), regia di Mario Sequi (1951)
- Disonorata (senza colpa), regia di Giorgio Walter Chili (1954)
- Sua Altezza ha detto: no!, regia di Maria Basaglia (1954)

### Doppiatrici
- Clelia Matania in Sperduti nel buio

## Teatro
- Scandalo al collegio di Mario Amendola, regia di Erminio Macario (1944)
- Il cinque di fiori, ovvero chi ha ucciso Mr. Brown? di Mario Amendola, regia di Erminio Macario (1944)

## Prosa radiofonica Rai
- La calzolaia ammirevole di Federico García Lorca, regia Guglielmo Morandi, trasmessa il 7 aprile 1957.
- Galantuomo per transazione, commedia di Giovanni Giraud, regia di Gigllielmo Morandi, trasmessa il 19 novembre 1957

## Prosa televisiva Rai
- Storia di un uomo molto stanco, tre atti di Fabrizio Sarazani regia di Tamberlani e Piero Turchetti, trasmessa il 16 dicembre 1955.

## Doppiaggio

### Cinema
- Jean Simmons in Androclo e il leone, La regina vergine, L'amore che ci incatena, L'attrice, I perversi, Bulli e pupe, Questa notte o mai, Quattro donne aspettano, Il grande paese, Il figlio di Giuda, Divorzio all'americana, Seduzione mortale (ridoppiaggio)

- Elizabeth Taylor in Vita inquieta, Rapsodia, La pista degli elefanti, Lord Brummell, L'ultima volta che vidi Parigi, L'albero della vita, La gatta sul tetto che scotta, Venere in visone, International Hotel, Castelli di sabbia

- Leslie Caron in Papà Gambalunga, La strada dell'eternità, La nostra vita comincia di notte, Gigi, Gaby, La casa del corvo, La scarpetta di vetro, Il dilemma del dottore

- Debbie Reynolds in Tutti in coperta, La conquista del West, Un turbine di gioia, Athena e le 7 sorelle, Tammy fiore selvaggio, Dominique, Voglio essere amata in un letto d'ottone
- Natalie Wood in West Side Story, Gioventù bruciata, Le colline bruciano, La ragazza che ho lasciato, Splendore nell'erba, Vertigine, Lo strano mondo di Daisy Clover

- Jeanne Crain in Lo sciopero delle mogli, Nefertite, regina del Nilo, Ponzio Pilato, Inferno a Madison Avenue, Col ferro e col fuoco, Quella notte in casa Coogan

Il direttore Luigi Savini, Giuseppe Rinaldi, Fiorella Betti e Stefano Sibaldi in sala doppiaggio

- Grace Kelly in Mogambo, La finestra sul cortile, Fuoco verde, I ponti di Toko-Ri, Il cigno, Alta società
- Susan Kohner in L'ultima carovana, Lo specchio della vita, Schiava degli apaches, Freud - Passioni segrete, All'inferno e ritorno, Dino
- Sylva Koscina in Giovani mariti, Ladro lui, ladra lei, Le massaggiatrici, Il sesso del diavolo, Jim l'irresistibile detective, La casa dell'esorcismo
- Debra Paget in I gladiatori, I dieci comandamenti, La principessa del Nilo, La vergine della valle, Giocatore d'azzardo, L'amante indiana
- Alessandra Panaro in Poveri ma belli, Belle ma povere, Poveri milionari, Cerasella, Le baccanti, 30 Winchester per El Diablo

- Carroll Baker in Il gigante, Baby Doll - La bambola viva, Il grande sentiero, Vento di tempesta, ll dolce corpo di Deborah
- Ann Blyth in I fratelli senza paura, Rose Marie, Il principe studente, Il ladro del re, Uno straniero tra gli angeli
- Ida Galli in Nel blu dipinto di blu, Ercole al centro della Terra, Ciakmull - L'uomo della vendetta, Povero Cristo, Il grande attacco

- Brigitte Bardot in Mio figlio Nerone, La sposa troppo bella, La ragazza del peccato, Sexy Girl
- Audrey Dalton in Mia cugina Rachele, Rullo di tamburi, Il figliuol prodigo, Il mostro che sfidò il mondo
- Lorella De Luca in Domenica è sempre domenica, Quanto sei bella Roma, L'ultima violenza, Uomini duri
- Catherine Deneuve in Benjamin ovvero le avventure di un adolescente, Mayerling, Sento che mi sta succedendo qualcosa, Repulsione
- Shirley Jones in Oklahoma!, Il sole nel cuore, Le astuzie della vedova, Una fidanzata per papà
- Margaret Lee in Letti sbagliati, Agente 077 dall'Oriente con furore, New York chiama Superdrago, La sensualità è... un attimo di vita
- Carol Lynley in Ritorno a Peyton Place, L'occhio caldo del cielo, Il cardinale, Sotto l'albero yum yum
- Rosalba Neri in Coriolano, eroe senza patria, Angelica, Angelica alla corte del re, Sansone contro il corsaro nero
- Giulia Rubini in Era di venerdì 17, Giovane canaglia, Il terrore dei barbari, Gordon, il pirata nero
- Maria Schell in Karamazov, L'albero degli impiccati, Cimarron, La grande ruota
- Romy Schneider in L'amante pura, Il processo, Agli ordini del Führer e al servizio di Sua Maestà, L'incredibile affare Kopcenko
- Jean Seberg in Il ruggito del topo, Lilith - La dea dell'amore, La ballata della città senza nome, Gli uccelli vanno a morire in Perù

- Angie Dickinson in La caccia, Senza un attimo di tregua, Funerale a Los Angeles
- Felicia Farr in Quel treno per Yuma, Baciami, stupido, È sbarcato un marinaio
- Jane Fonda in Anime sporche, Cat Ballou, Il giardino della felicità
- Ann-Margret in Alla fiera per un marito, Ciao, ciao Birdie, Conoscenza carnale
- Maureen O'Sullivan in Tarzan l'uomo scimmia, La fuga di Tarzan (ridoppiaggi 1956), Trionfo d'amore
- Suzanne Pleshette in 4 bassotti per 1 danese, Il fantasma del pirata Barbanera, Un maggiordomo nel Far West
- Lee Remick in Operazione terrore, L'ultimo tentativo, Un buon prezzo per morire
- Inger Stevens in Squadra omicidi, sparate a vista!, La fine del mondo, Impiccalo più in alto
- Gloria Talbott in Non siamo angeli, L'ora del delitto, La valle dei delitti

- Noëlle Adam in Le meraviglie di Aladino
- Edie Adams in L'appartamento, Questo pazzo, pazzo, pazzo, pazzo mondo
- Luana Anders in Il pozzo e il pendolo
- Bibi Andersson in Duello a El Diablo, Passione
- Karin Schubert in Barbablù, Quel gran pezzo dell'Ubalda tutta nuda e tutta calda
- Indus Arthur in La vita corre sul filo
- Elizabeth Ashley in La nave dei folli
- Charlotte Austin in Gorilla in fuga
- Phyllis Avery in Ruby, fiore selvaggio
- Karin Baal in La ragazza Rosemarie, La donna dell'altro (Katrike da adulta)
- Diane Baker in Ore rubate, 5 corpi senza testa
- Ina Balin in Dalla terrazza
- Adrienne Barbeau in Fog
- Joanna Barnes in Il cowboy con il velo da sposa
- Brigid Bazlen in Il re dei re
- Stephanie Beacham in Improvvisamente, un uomo nella notte
- Martine Beswick in Agente 007 - Thunderball (Operazione tuono)
- Verna Bloom in Lo straniero senza nome
- Patricia Bosworth in La storia di una monaca
- Joan Chandler in Nodo alla gola
- Geraldine Chaplin in Il dottor Zivago, I tre moschettieri
- Kirsty Child in Picnic ad Hanging Rock (Il lungo pomeriggio della morte)
- Joan Collins in Astronauti per forza
- Adrienne Corri in Tre uomini in barca, Ginevra e il cavaliere di re Artù
- Susanne Cramer in Vacanze a Ischia
- Françoise Danell in 3 straniere a Roma
- Diana Decker in Lolita
- Sandra Dee in Scandalo al sole
- Marisa De Leza in Mi permette, babbo!
- Danièle Delorme in I miserabili
- Françoise Dorléac in Caccia al maschio
- Sandy Duncan in Un papero da un milione di dollari
- Shirley Eaton in Agente 007 - Missione Goldfinger
- Anita Ekberg in La lunga notte di Tombstone
- Françoise Fabian in Gli specialisti
- Mimsy Farmer in 4 mosche di velluto grigio
- Glenda Farrell in Piccolo Cesare (doppiaggio tardivo 1963)
- Edwige Fenech in I peccati di Madame Bovary
- Gertrude Flynn in Guerra e pace
- Rosemary Forsyth in La terza fossa
- Eva Gabor in Il tesoro di Capitan Kidd
- Mitzi Gaynor in Matrimoni a sorpresa
- Eunice Gayson in Agente 007 - Licenza di uccidere
- Toni Gerry in Brama di vivere
- María Granada in Requiem per un agente segreto
- Mireille Granelli in Noi siamo le colonne
- Kathryn Grant in Anatomia di un omicidio
- Coleen Gray in Rapina a mano armata, Cinque ore disperate
- Susan Hampshire in Il principe di Donegal
- Kelly Harmon in Il gabbiano Jonathan
- Julie Harris in La valle dell'Eden
- Dolores Hart in L'ispettore, La spiaggia del desiderio
- Elizabeth Hartman in La notte brava del soldato Jonathan
- Audrey Hepburn in Verdi dimore
- Patricia Hitchcock in L'altro uomo
- Katharine Houghton in Indovina chi viene a cena?
- Claude Jade in Mio zio Beniamino, l'uomo dal mantello rosso
- Carolyn Jones in L'invasione degli ultracorpi
- Claire Kelly in Gli uomini della terra selvaggia
- Kay Kendall in L'arciere del re
- April Kent in L'uomo che visse due volte
- Nancy Kilgas in Sette spose per sette fratelli
- Joy Kim in Oceano rosso
- Shirley Knight in La dolce ala della giovinezza
- Barbara Eden in Avventura nella fantasia
- Momoko Kōchi in Godzilla
- Nancy Kovack in Gli Argonauti
- Hope Lange in Fermata d'autobus, La vera storia di Jess il bandito
- Piper Laurie in Lo spaccone
- Twiggy Lawson in Il boy friend
- Anna Lee in Tutti insieme appassionatamente
- Julie Adams in Duello alla pistola
- Michele Lee in Un Maggiolino tutto matto
- Janet Leigh in Detective's Story
- Joan Leslie in Il sergente York (1º ridoppiaggio)
- Margaret Lockwood in La signora scompare (doppiaggio tardivo 1978)
- Lucretia Love in Amore all'italiana, La bella Antonia, prima monica e poi dimonia
- Shirley MacLaine in Gli avvoltoi hanno fame
- Janet Margolin in I morituri
- Jean Marsh in Frenzy
- Joan Marshall in Il sole nella stanza
- Marion Marshall in Non voglio morire
- Sarah Marshall in La lunga estate calda
- Juliette Mayniel in La guerra di Troia
- Virginia McKenna in Il grande amore di Elisabetta Barrett, I giganti del mare
- Maggie McNamara in La vergine sotto il tetto, Tre soldi nella fontana
- Rosalind Miles in Shaft colpisce ancora
- Mary Tyler Moore in Millie
- Mary Murphy in Il selvaggio, Missione suicidio
- Cathy O'Donnell in L'uomo di Laramie, Ben-Hur
- Nancy Olson in Pistaaa... arriva il gatto delle nevi
- Barbara Parkins in La valle delle bambole
- Leslie Parrish in Va' e uccidi
- Muriel Pavlow in Dottore a spasso, Assassinio sul treno
- Gigi Perreau in Dimmi la verità
- Ilse Petersen in I due compari
- Birgitta Pettersson in La fontana della vergine
- Joanna Pettet in James Bond 007 - Casino Royale
- Jo Ann Pflug in M*A*S*H
- Ingrid Pitt in Vampiri amanti
- Dorothy Provine in Scusa, me lo presti tuo marito?, F.B.I. - Operazione gatto
- Liselotte Pulver in Uno, due, tre!
- Vanessa Redgrave in Morgan matto da legare
- Hélène Rémy in La moglie è uguale per tutti
- Marion Ross in 10 in amore
- Gena Rowlands in Solo sotto le stelle, L'alto prezzo dell'amore
- Barbara Rush in Dai papà... sei una forza!
- Eva Marie Saint in E il vento disperse la nebbia, Le ultime 36 ore
- Candy Samples in Flesh Gordon - Andata e ritorno... dal pianeta Porno!
- Greta Schmidt in De Sade 2000
- Ingrid Schoeller in Il figlio di Django, Il figlio di Aquila Nera
- Jane Seymour in Agente 007 - Vivi e lascia morire
- Sylvia Sidney in Sabotaggio (doppiaggio tardivo 1978)
- Maggie Smith in Masquerade
- Leigh Snowden in Secondo amore
- Elke Sommer in S.O.S. York!
- Catherine Spaak in Il buco
- Camilla Sparv in Guai con gli angeli, L'oro di Mackenna
- Barbara Steele in 5 tombe per un medium
- Jill St. John in Il molto onorevole Mr. Pennypacker, La primavera romana della signora Stone
- Inga Swenson in Anna dei miracoli
- Sylvia Syms in Operazione Crossbow, Passaggio a Hong Kong
- Sharon Tate in Missione compiuta stop. Bacioni Matt Helm
- Nola Thorp in Il Cenerentolo
- Rita Tushingham in La ragazza dagli occhi verdi
- Dorothy Tutin in Verso la città del terrore
- Trish Van Devere in Il giorno del delfino
- Akiko Wakabayashi in Agente 007 - Si vive solo due volte
- Nancy Walters in Blue Hawaii
- Lesley Ann Warren in Il più felice dei miliardari
- Ruth Warrick in I racconti dello zio Tom (ridoppiaggio 1973)
- Lana Wood in Agente 007 - Una cascata di diamanti
- Jane Wyman in Paura in palcoscenico (ridoppiaggio 1975)
- Dana Wynter in Affondate la Bismarck!
- Marisa Allasio in Arrivederci Roma
- Luisella Boni in La furia di Ercole
- Maria Grazia Buccella in Il crollo di Roma
- Gianna Maria Canale in La tigre dei sette mari
- Claudia Cardinale in Il magistrato
- Rossella Como in Gli amori di Ercole
- Valentina Cortese in Quando muore una stella
- Valeria Fabrizi in Il medico delle donne
- Anna Maria Ferrero in Capitan Fuoco
- Dorian Gray in Racconti d'estate
- Antonella Lualdi in Giovani mariti, Andrea Chénier
- Sandra Milo in Vite perdute, Il generale Della Rovere
- Marisa Pavan in Salomone e la regina di Saba, Il grande capitano
- Anna Maria Pierangeli in Il calice d'argento
- Rossana Podestà in La spada e la croce
- Giovanna Ralli in La lupa
- Stefania Sandrelli in Un avventuriero a Tahiti
- Nadia Scarpitta in Il ragazzo che sapeva amare
- Erna Schürer in Lola Colt - Faccia a faccia con El Diablo
- Bruna Vecchio in Il coraggio
- Edy Vessel in Rosmunda e Alboino
- Milly Vitale in Contestazione generale

### Film d'animazione
- Cenerentola in Cenerentola (ed.1967)
- Madre di Bambi in Bambi (ed.1968)
- Signora Milligan in Remì - Senza famiglia
- Lisa in Vip - Mio fratello superuomo

### Serie televisive
- Susannah York in Jane Eyre nel castello dei Rochester

### Telefilm
- Katharine Ross in I Colby